# Alosterna
Alosterna es un género de escarabajos longicornios de la tribu Lepturini.

## Especies
- Alosterna anatolica Adlbauer, 1992
- Alosterna barimanii Danilevsky, 2010
- Alosterna chalybeella (Bates, 1884)
- Alosterna diversipes (Pic, 1929)
- Alosterna ingrica (Baeckmann, 1902)
- Alosterna libani Márkus & Németh, 2016
- Alosterna pauli Pesarini, Rapuzzi & Sabbadini, 2004
- Alosterna scapularis (Heyden, 1879)
- Alosterna tabacicolor (Degeer, 1775)
- Alosterna tabacicolor azerbaijanica Danilevsky, 2014
- Alosterna tabacicolor erythropus (Gebler, 1841)
- Alosterna tabacicolor hirayamai Fujita, 2018
- Alosterna tabacicolor sakhalinensis Danilevsky, 2012
- Alosterna tabacicolor subvittata Reitter, 1885
- Alosterna tabacicolor tenebris Danilevsky, 2012
- Alosterna tabacicolor tokatensis Pic, 1901